# Sergueï Mikhaïlovitch Kotchoubeï
Pour les autres membres de la famille, voir Famille Kotchoubeï.
Scènes principales
Conservatoire russe
Sergueï Mikhaïlovitch Kotchoubeï (en alphabet cyrillique : Сергей Михайлович Кочубей), né le 3 avril 1896, décédé le 25 décembre 1960, est un chanteur (basse) d'opéra et de concert. Ancien soldat de l'Armée des volontaires lors de la guerre civile russe.

## Famille

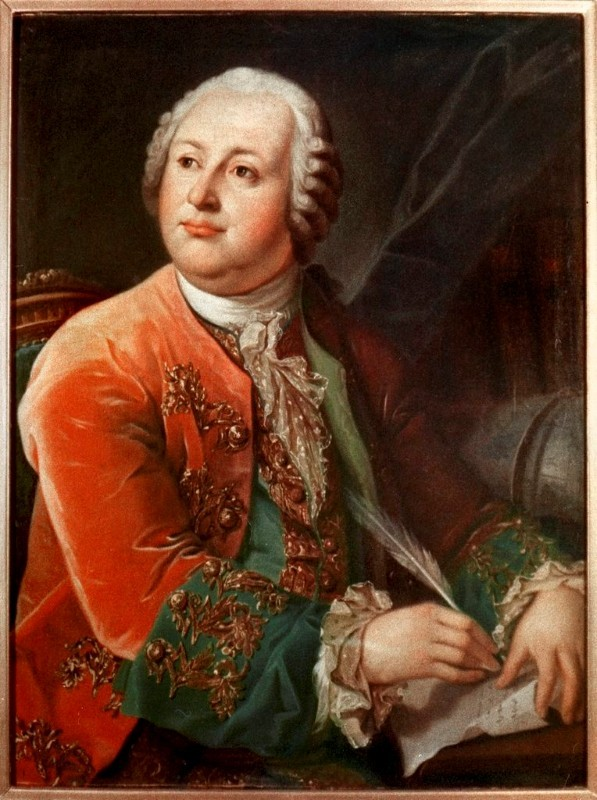
Mikhaïl Vasilievitch Lomonosov le quadri-aïeul de Sergueï Mikhailovitch Kotchoubeï

Son quadri-aïeul fut le scientifique Mikhaïl Vasilievitch Lomonosov, il fut également l'arrière-petit-fils du colonel Arkadi Vassilievitch Kotchoubeï et du décabriste Sergueï Grigorievitch Volkonski. Nikolaï Arkadievitch Kotchoubeï son grand-père (1827-1865) occupa le poste de secrétaire d'ambassade de Russie impériale à Constantinople, Ielena Sergueïevna Molchanova, Kotchoubey, Rakhmanova (née Volkonskaïa), l'épouse  de ce dernier fut sa grand-mère paternelle, elle était fille du décabriste Prince Sergueï Grigorievitch Volkonski et de son épouse Maria Nikolaïevna Raïevskaïa.

### Mariage
Sergueï Mikhaïlovitch Kotchoubeï épousa Irina Gueorguievna Gabritchevskaïa (1900-1996), fille du scientifique et du microbiologiste Gueorgui Norbertovitch Gabritchevski (1860-1907).
Deux enfants naquirent de cette union :
- Ielena Sergueïevna Kotchoubeï  : (1935-). Elle épousa Prince Ievgueni Sergueïevitch Troubetskoï.
- Andreï Sergueïevitch Kotchoubeï   : (1938-). Ingénieur en mécanique. Il épousa Princesse Daria Konstantinovna Gortchakova[2].

## Biographie
Enfant, Sergueï Mikhaïlovitch Kotchoubeï vécut sur le domaine de ses parents situé à Voronki (province de Tchernigov).  Il poursuivit ses études au Corps des Cadets Nicolas a Saint-Petersbourg
et à  l’École de Cavalerie Nicolas à Saint-Petersburg en sortit diplômé.
Il participa à la Guerre civile russe dans les rangs de l'Armée des Volontaires du Général Anton Dénikine et suivant dans les rangs de l'Armée du Général Piotr Nikolaïevitch Wrangel en Crimée. En novembre 1920, après être évacué à Constantinople (Istanbul) avec l"Armée Blanche, il s'établit en Bulgarie.
Installé à Florence, Italie. En 1934, il se joignit aux membres de l'Union des écrivains et des journalistes et à l'Union des nobles russes. En 1937, il prit part à la cérémonie commémorant le centième anniversaire de la mort du poète russe Alexandre Sergueïevitch Pouchkine. 
Possédant une belle voix de basse, Sergueï Mikhaïlovitch chanta dans le Chœur des Cosaques du Don de l'ataman Platov fondé en 1927 par Nikolaï Fiodorovitch Kostrioukov (1898-1987). Cette chorale remporta un vif succès lors de ses tournées en Europe, sa renommée fut aussi grande que celle du Chœur des Cosaques du Don créé en 1921 par Sergueï Alexeïevitch Jarov. chœur où se produisit le célèbre soliste Ivan Pavlovitch Rebrov doté d'un remarquable registe vocal.
En 1953, Sergueï Mikhaïlovitch s'établit aux États-Unis.

## Décès
Sergueï Mikhaïlovitch Kotchoubeï décéda le 25 décembre 1960 aux États-Unis.